# (13093) Wolfgangpauli
(13093) Wolfgangpauli (1992 SQ24) – planetoida z grupy pasa głównego asteroid okrążająca Słońce w ciągu 5,18 lat w średniej odległości 2,99 j.a. Odkryta 21 września 1992 roku.